# كيري هانكس
كيري هانكس (بالإنجليزية: Kerri Hanks)‏ هي لاعبة كرة قدم أمريكية، ولدت في 2 سبتمبر 1985 في بلينو في الولايات المتحدة. شاركت مع منتخب الولايات المتحدة تحت 20 سنة للسيدات لكرة القدم. أما مع النوادي، فقد لعبت مع سكاي بلو.

## وصلات خارجية
- كيري هانكس على موقع الاتحاد الدولي (مؤرشف)  (الإنجليزية)
- كيري هانكس على موقع Soccerway.com (الإنجليزية)